# Samuel Goldwyn
Samuel Goldwyn (Schmuel Gelbfisz, Sam Goldwyn, Samuel Goldfish) (Varsó, 1879. augusztus 17. – Los Angeles, Kalifornia, USA, 1974. január 31.) amerikai filmproducer.

## Élete
Schmuel Gelbfisz egy szegény varsói zsidó családban született 1879. augusztus 17-én.
1895-ben gyalog indult szerencsét próbálni nyugat felé. Angliában két év alatt munkával, koldulással, olykor lopással összegyűjtött annyi pénzt, hogy át tudott hajózni Amerikába. Egy kesztyűgyárban takarítóként kezdte, de rövid idő alatt a legsikeresebb ügynökké, majd a vállalat tulajdonosává küzdötte fel magát.
1913-ban sógora, a Broadway-n már tapasztalatokat szerzett Jesse L. Lasky és Cecil B. DeMille társaságában közös filmvállalatot alapítottak. Ebből alakult ki később a Paramount Pictures stúdió. Házasságának felbomlása után sógorával is szakított, s a Selwyn testvérekkel Goldwyn Pictures néven hozott létre céget. A név, amelynek első feléért ő, a másodikért üzlettársai voltak felelősek, annyira megtetszett neki, hogy 1918-ban hivatalosan felvette. Az újdonsült Sam Goldwynnek számos gondja akadt a gyorsan terjeszkedő stúdióval. A befektetők és a partnerek szövevényes hálójából végül huszárvágással menekült ki: szövetséget kötött a Metro stúdióval és Louis B. Mayer produkciós társaságával, így jött létre a Metro-Goldwyn-Mayer (MGM) stúdió. A vezetésben sem vett részt, már 1923-ban kilépett, de a Goldwyn "cégjelzést" meghagyta társai számára.
Goldwyn több mint 30 éven át állta a viharokat. Mintegy 70 filmnek volt a producere, a legjobb rendezőket, operatőröket és színészeket szerződtette, ő indította el egyebek között Gary Cooper és Vilma Banky (Bánky Vilma) karrierjét. Ő volt a producere többek között az Üvöltő szeleknek (1939), a Bette Davis főszereplésével készült A kis rókák (1941), a 8 Oscar-díjjal jutalmazott Életünk legszebb évei (1946) és a Porgy és Bess (1959) című alkotásoknak.
A második világháború után felgyorsult világgal, a technológia fejlődésével, a rádiózás és televíziózás berobbanásával már nem tudott megbirkózni, és nagy lehetőségeket szalasztott el. Az 1950-es évek elejétől már nem tudott ráérezni a közönség ízlésére, így felhagyott a producerkedéssel, s nyugdíjba vonult.
A tolókocsihoz kötött Samuel Goldwyn 1974. január 31-én hunyt el, Beverly Hills-i otthonában, halála után stúdióját a Warner Bros. vette meg. Az amerikai filmipar egykori moguljáról Beverly Hills-ben színházat neveztek el, s nevét csillag őrzi a Hírességek sétányán.
Olyan színészekkel játszott együtt, mint például Omar Kiam, Julia Heron, Alfred Newman, Gregg Toland, Richard Day, Daniel Mandell.

## Magánélete
1910-1915 között Blanche Lasky volt a felesége. Második feleségét 1925-ben vette el, akivel haláláig együtt élt. 1934-től haláláig Beverly Hills-i birtokán élt.

## Filmjei
- Porgy és Bess (1959)
- Macsók és macák (1955)
- Hans Christian Andersen (1952)
- I want you (1951)
- Our very own (1950)
- My Foolish Heart (1949)
- A zene szerelmese (1948)
- A püspök felesége (1947)
- Walter Mitty titkos élete (1947)
- Botcsinálta bokszoló (1946)
- Életünk legszebb évei (1946)
- Csuda pasi (1945)
- Anyámasszony katonája (1944)
- A hercegnő és a kalóz (1944)
- The pride of yankees (1942)
- Szőke szélvész (1941)
- Tűzgömb (1941)
- A kis rókák (1941)
- Ember a láthatáron (1940)
- Üvöltő szelek (1939)
- The cowboy and the lady (1938)
- The Goldwyn Follies (1938)
- Az élnivágyó asszony (1936)

## Díjai és jelölései
- Golden Globe-díj - Cecil B. DeMille-életműdíj (1973)
- Oscar-díj - Jean Hersholt emberbaráti díj (1958)
- Oscar-díj - a legjobb film (Életünk legszebb évei) (1947)
- Oscar-díj - Irving G. Thalberg emlékdíj (1947)
- Oscar-jelölés - a legjobb film (A püspök felesége) (1948)